# إيميل مبينزا
إيميل مبينزا، من مواليد 4 يوليو 1978، لاعب كرة قدم بلجيكي.
و قد لعب سابقا مع نادي شالكه الألماني وستاندارد لياج ونادي موسكرون ونادي كورتريك ونادي هامبورغ الألماني، وهو يلعب حاليا مع نادي الريان القطري.

## مسيرته الكروية
لعب إيميل مبينزا خلال مسيرته الاحترافية مع 11 ناديًا في واحد وعشرون موسمًا وسجل خلالها 131 هدف ضمن 366 مباراة. حيث فاز في ثلاثة مواسم بالكأس وفي موسمين بالدوري.
خاض إيميل مبينزا مسيرته مع نادي كورتريك في موسم 1995–96 لمدة موسم واحد، مشاركًا في 32 مباراة سجل خلالها 5 أهداف. ثم انتقل إلى نادي موسكرون في موسم 1996–97 لمدة موسم واحد، حيث شارك في 31 مباراة سجل خلالها 12 هدفًا. لينتقل بعدها إلى نادي ستاندارد لييج في موسم 1997–98 في المرة الأولى واستمر معه طيلة ثلاثة مواسم ثم في موسم 2003–04 لمدة موسم واحد، مشاركًا طوالها في 74 مباراة سجل خلالها 41 هدفًا. ثم انتقل إلى نادي شالكه 04 في موسم 1999–00 ليلعب معه أربعة مواسم، مشاركًا في 79 مباراة سجل خلالها 28 هدفًا. هذا وانتقل لاحقًا إلى نادي هامبورغ في موسم 2004–05 ولمدة موسمين، مشاركًا في 36 مباراة سجل خلالها 5 أهداف. ثم انتقل بعدها إلى نادي الريان في موسم 2005–06 ولمدة موسمين، مشاركًا في 18 مباراة سجل خلالها 6 أهداف. ليعود وينتقل من جديد، لكن هذه المرة إلى نادي مانشستر سيتي في موسم 2006–07 ولمدة موسمين، مشاركًا في 25 مباراة سجل خلالها 5 أهداف. لينتقل بعدها إلى نادي بليموث أرجايل في موسم 2008–09 لمدة موسم واحد، مشاركًا في 9 مباريات سجل خلالها هدفين. ثم لعب في نادي سيون في موسم 2009–10 لمدة موسم واحد، مشاركًا في 31 مباراة سجل خلالها 21 هدفًا. ليعود ويرتحل عنه إلى نادي نيفتشي باكو في موسم 2010–11 ولمدة موسمين، مشاركًا في 31 مباراة سجل خلالها 6 أهداف. ثم انتقل إلى S.C. Eendracht Aalst ‏ في موسم 2013–14 لمدة موسم واحد، لم يشارك في أي مباراة ولم يسجل أي هدف.

## روابط خارجية
- إيميل مبينزا على موقع الاتحاد الدولي (مؤرشف)  (الإنجليزية)
- إيميل مبينزا على موقع الاتحاد البلجيكي (الإنجليزية)
- إيميل مبينزا على موقع قاعدة بيانات كرة القدم.إي يو (الإنجليزية)
- إيميل مبينزا على موقع بيانات كرة القدم. دي إي (الألمانية)
- إيميل مبينزا على موقع ليكيب (الفرنسية)
- إيميل مبينزا على موقع ناشيونال فوتبول تيمز (الإنجليزية)
- إيميل مبينزا على موقع Soccerbase.com (لاعب) (الإنجليزية)
- إيميل مبينزا على موقع Soccerway.com (الإنجليزية)
- إيميل مبينزا على موقع عالم كرة القدم.نت (الإنجليزية)